# バンコク・スカイトレイン

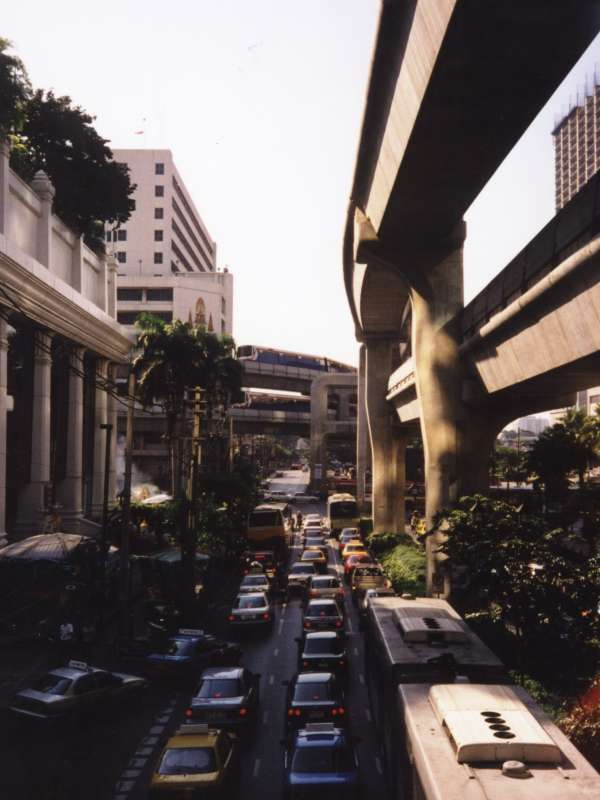
チットロム駅周辺の高架

バンコク・スカイトレイン（タイ語: รถไฟฟ้าเฉลิมพระเกียรติ 6 รอบพระชนมพรรษา、英語: BTS SkyTrain）はタイの首都・バンコクの高架鉄道システムのことである。

## 概要
正式名称を和訳すると「国王陛下ご生誕6周支（72歳）記念高架鉄道」といったものになるが、一般にタイでは運営会社の「Bangkok Mass Transit System Public Company Limited.（バンコク大衆輸送システム社）」の頭文字を取ってBTS(บี.ที.เอส)と呼ばれている。
先行して開業したスクムウィット線（ライトグリーンライン）とシーロム線（ダークグリーンライン）は、通常軌道による鉄道である。なお、タイ国有鉄道の路線とは異なり、軌間は標準軌（1,435 mm）であり、また電化方式も直流750 Vによる第三軌条集電方式である。全編成とも4両で運行されている。一方、2020年12月に開業したゴールドラインは、ゴムタイヤによる案内軌条式を採用している。
駅改札口を通ると係員によりセキュリティ・チェックが行われることがあるが、地下鉄ほど厳密ではなく、呼び止められた際に手荷物の中身を見せた上で携帯型の金属探知機をかざして検査される程度である。また、地下鉄は駅構内での写真・動画撮影は禁止されているが、スカイトレインでは特に禁止とはなっていない。
乗車券はICカードであり、乗車の際は改札機のリーダーにタッチし、降車の際は挿入口に投入（一回券の場合）ないし再びリーダータッチすることになっている。なお、駅によっては深夜12時ごろで窓口が閉まるだけでなく自動券売機も発売停止となるため、それ以降終電までの列車に乗車する際は予め乗車券またはラビット・カードを持っていないと利用できないため注意が必要である。
各駅ともに終日、各ホームに最低1人以上の保安要員が配置されている（線路に近づく・ホームドアに寄りかかる・ホームの端のSTOPエリアを超えると笛を鳴らされる）。
乗客が利用できるトイレの設備は基本的にないが、2018年12月に開業したスクムウィット線のプーチャオ駅 - ケーハ駅では駅外の職員詰所の区画に車椅子対応の個室が1ヶ所あるなど、開業が新しい駅によっては設けられているところもある。
各駅ともホームは原則として相対式（方向別ホーム）だが、例外的にサイアム駅、サムロン駅、ハーイェーク・ラプラオ駅、ワット・プラシーマハタート駅の4駅は島式、サパーンタークシン駅は単式（将来的に相対式に改造予定）となっている。
全駅でケーハ方面が1番線、クーコット方面が2番線、バーンワー方面が3番線、サナームキラーヘンチャート方面が4番線で統一されている。このためシーロム線の駅では、スクムウィット線との乗り換え駅であるサイアム駅と、後からゴールドラインが開業したクルン・トンブリー駅を除いて1・2番線が存在せず、3・4番線のみとなっている。
2011年以降に新規開業したスクムウィット線バーンチャーク駅 - ケーハ駅間とハーイェーク・ラプラオ駅 - モーチット駅間、シーロム線ポーニミット駅 - バーンワー駅間の各駅においては、運転士後方確認用カラーモニターとホームエレベーターが開業時から設置されている。それ以前に開業したほぼ全ての駅では当初は運転士後方確認用ミラーと上りエスカレーターのみであったが、それらの駅にも後にホームとコンコースを結ぶエレベーターを設置しており、バリアフリー対策にも注力している。
| 路線色 | 路線名           | 種類     | 営業開始       | 区間                                                   | 営業キロ | 駅数 |
| ------ | ---------------- | -------- | -------------- | ------------------------------------------------------ | -------- | ---- |
|        | スクムウィット線 | 高架鉄道 | 1999年12月5日  | クーコット駅 (N24) - ケーハ駅 (E23)                    | 53.6 km  | 47   |
|        | シーロム線       | 高架鉄道 | 1999年12月5日  | サナームキラーヘンチャート駅 (W1) - バーンワー駅 (S12) | 14.7 km  | 14   |
|        | ゴールドライン   | 高架鉄道 | 2020年12月16日 | クルン・トンブリー駅 (G1) - クローンサーン駅 (G3)      | 1.72 km  | 3    |

## 経営
経営主体はBTSグループ・ホールディングス傘下のバンコク大量輸送システム社(通称BTSC)である。直下の道路を走る路線バスより運賃が割高のため、サービス開始当初から乗客数が伸びず、負債を返済できない状態が続いていたが、競合する路線バスの減便や割引回数券の導入で通勤客の利用が増加し、2002年に初めて黒字を記録した。なお、2002年度の旅客輸送人員79.3百万人に対し、2012年度は176.0百万人と10年間で倍増した。

## 計画と建設
1970年代、西ドイツの助力を得て交通調査が実施され、1976年の最終報告書において都市鉄道整備案が提示された。後に開通した地下鉄（MRTブルーライン）、高架鉄道（現在のシーロム線など）はこの整備案の影響がみられるが、実態は複雑である。

### ラヴァリン・スカイトレイン
1972年にタイ政府が設立したETA（高速道路・大量輸送手段公団)管轄による整備が1979年に決定したが財政事情により直ちに着手することはできず、路線変更など紆余曲折の末に1990年、カナダの建設会社であるラヴァリン（英語）社の提案が採用された。これはバンクーバー・スカイトレインで導入された同国のUTDC社開発のICTS方式を導入し建設する予定だったためラヴァリン・スカイトレイン、スカイトレイン計画とも呼ばれた。
ラヴァリン社に対し1992年2月に免許が交付されたが、同年5月に発生した政変の余波を受け同年6月に失効、計画自体も白紙となった。
本計画では3路線が予定されていたが、予算制限により最終的にプラカノーン線、サートーン線の2路線に絞られた。ただし、高架鉄道として完成した現在のスクムウィット線、シーロム線とは経路が異なる点に留意が必要である。
- プラカノーン線 - 現スクムウィット線モーチット駅付近を起点とするが経路は大きく異なる。MRTバーンポー駅（タイ語版）付近まではブルーライン沿いに西方に向かい、過去に存在したバンコクの路面電車（英語版）と似た経路で南下、フワランポーン駅付近でラーマ4世通り沿いに東方へ転じる。終点は現スクムウィット線オンヌット駅付近。
- サートーン線 - 現MRTラートプラーオ駅付近を起点とし、ブルーラインと似た経路で南下するが、ペッチャブリー駅付近で大きく進路を変える。終点は現タラートプルー駅（国鉄マハーチャイ線）付近。チョーンノンシー駅付近より西方では現シーロム線との重複区間がある[注釈 7]。

### タナーヨン計画
上記とは別の、バンコク都主導による高架鉄道計画。現行の2路線の原型となったのはこちら。経営母体の社名をとり「タナーヨン・スカイトレイン」とも呼ばれた。
ラヴァリン計画との兼ね合いで一部区間の地下化が検討された時期もあるが、結果的にすべて高架式のまま完成した。なお下記の通り、計画段階では戦勝記念塔方向へ延びるのはシーロム線側だった。
- 戦勝記念塔付近よりチョーンノンシー駅付近に至る6kmの路線[注釈 8]。現シーロム線に相当。
- サイアム駅付近よりオンヌット駅付近に至る8.5kmの路線。現スクムウィット線に相当。

## 歴史
各路線に関する事象は当該記事を参照。
- 1991年 BOT方式による建設公募[5]
- 1992年
  - （日付不明）タナーヨン社、バンコク大量輸送システム社(BTSC)を設立
  - 4月9日 契約調印[6]
- 1993年 タナーヨン社、公開有限会社タナーヨンPCL（（英）Tanayong Public Company Limited）に変更
- 1994年 3月 着工[5]
- 1999年12月5日 - スクムウィット線、シーロム線 開業（一部）
- 2010年
  - 5月4日 - タナーヨンPCL、BTSグループ・ホールディングス社に改名
  - （月日不明）- EMU-B型 営業運転開始
- 2015年 - 複合商業施設アイコンサイアムにより、ゴールドラインの建設が提案される[7]。
- 2018年12月6日 - EMU-A2型 営業運転開始（同日、スクムウィット線 サムロン - ケーハ 間開業）
- 2019年（月日不明）- EMU-B3型 営業運転開始[8]
- 2021年 1月16日 - ゴールドライン開業[7]。

## 車両

### スクムウィット線・シーロム線
配色にはタイ国旗を思わせる白・赤・青が使われている。車内にはエアコンが完備され、冷房が効いている。また車内には左右とも扉間の中央にビデオモニターが設置されており、画面の上部でCMが放映され（日本とは異なり音声も出る）、画面の最下部で次駅または現在停車中の駅を表示している。つり革はベルトで、スタンションポールも備えつけられている。なお、シートは雨天時に濡れた客が座ったあとでも拭きやすいよう、硬いプラスチック製としている。車内放送は女性の声による自動放送で、タイ語、英語の順で案内している。
先頭車に運転室を有する有人運転仕様であり、ワンマン運転を行っている。
高架上にあり外からよく目立つため、車体は全面広告ラッピング車両としている。車内の広告は上記の通り基本的にモニターでの放映だが、2021年には期間限定で車内を『鬼滅の刃』のキャラクターでラッピングされた車両が運行された。
2018年から2020年にかけて、シーメンス製88両、長春軌道客車製96両（ともに1編成4両）を増備する。新型車両は、扉上がLED式路線マップの車両は今後開業予定のクーコット駅まで対応させているものと、扉上が30インチクラスの横長LCDモニター式のものがある。

#### EMU-A型
4両編成（Mc,T,T,Mc）×35本 = 140両

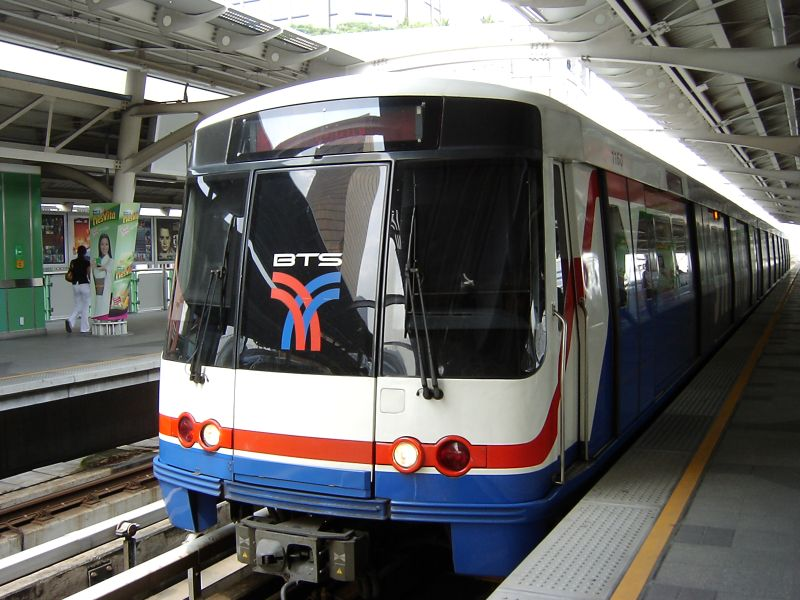
EMU-A型

車両はドイツのポルシェデザインとシーメンス社が共同で開発したモジュラー・メトロを開業当初より使用している。開業時は3両編成であったが、3両編成はラッシュ時の混雑が激しいため、新たに中間車（T車）35両を導入し、2012年10月以降に35編成全てに1両ずつ組み込みMc,T,T,Mcの4両編成にした。

#### EMU-A2型

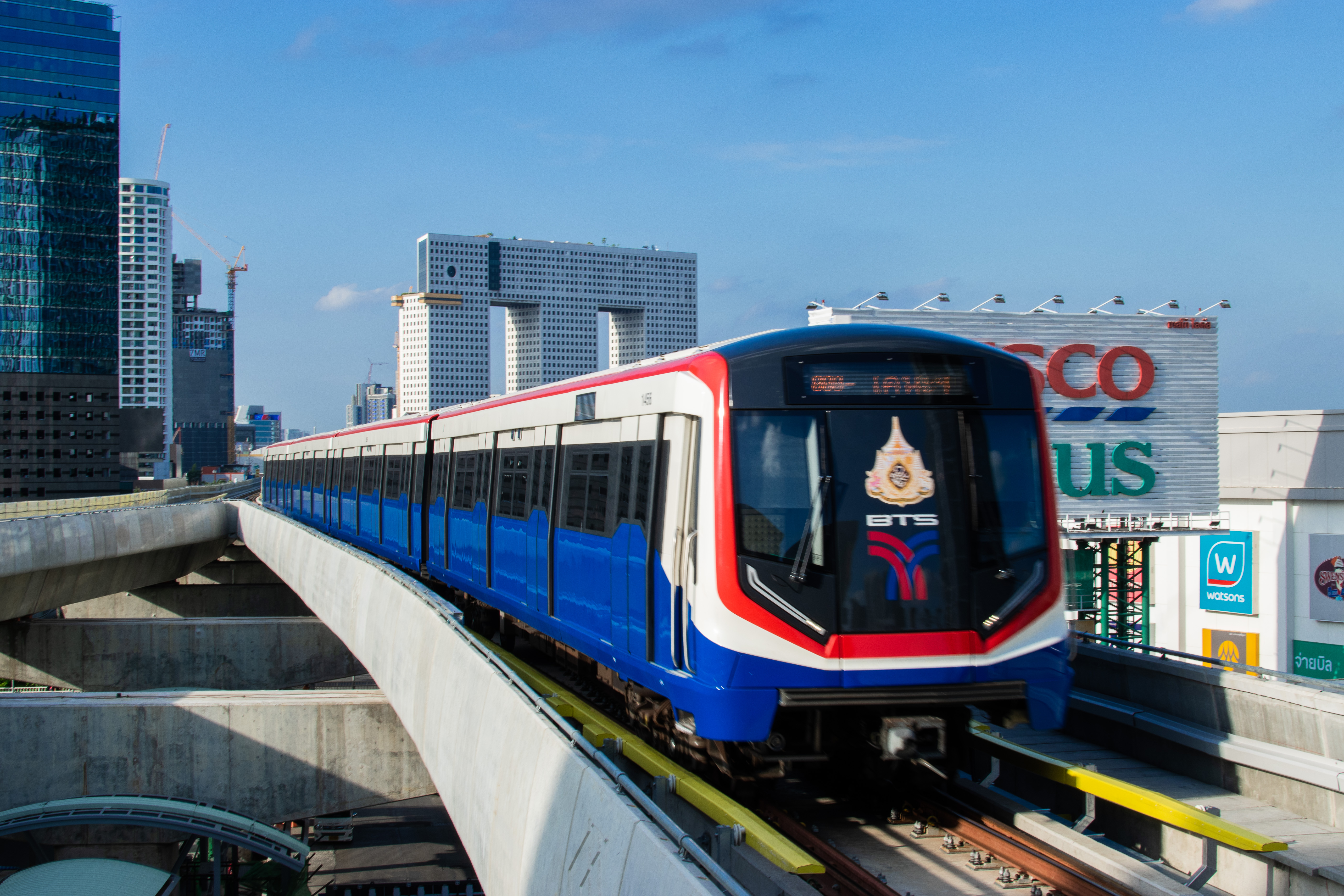
EMU-A2型

4両編成（Mc,T,T,Mc）×22本 = 88両
2016年にスクンウィット線延伸用にモジュラー・メトロの後継モデルとなるInspiro4連22編成がシーメンスに発注され、2018年6月に納入を開始した。

#### EMU-B型
4両編成（Tc1,M1,M2,Tc2）×12本 = 48両

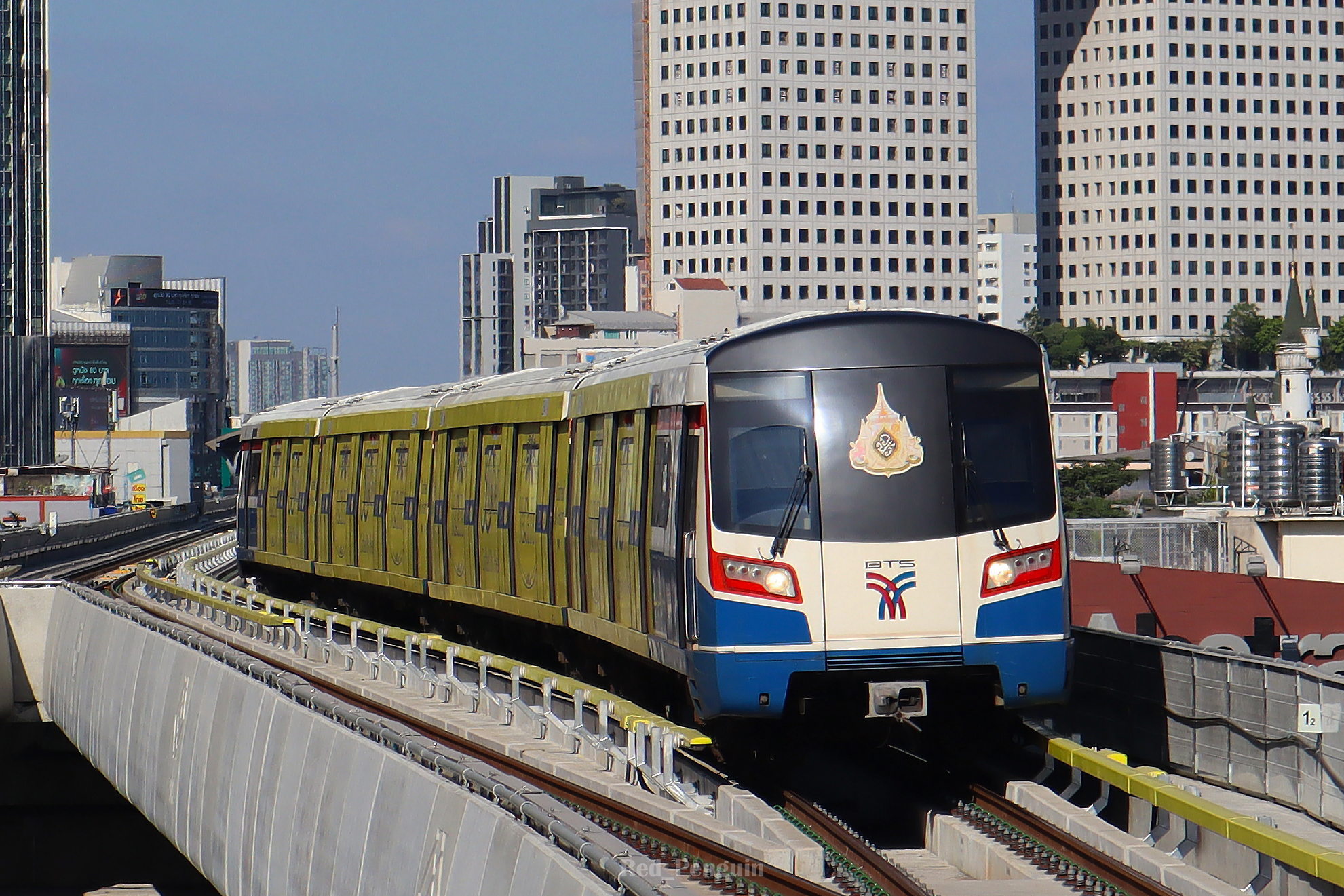
EMU-B型（初期ロットを示す）

2010年に、長春軌道客車製の車両が導入された。新型車両は前面のデザインの変更と、車内ではLED照明の採用、扉上の路線マップがLED併用へと細部が変更されている。
2013年には5編成の増備が行われ、合計17編成となった。外装・内装とも軽微な相違点があり、初期ロットをB1形、後期ロットをB2形と称する場合もある。

#### EMU-B3型

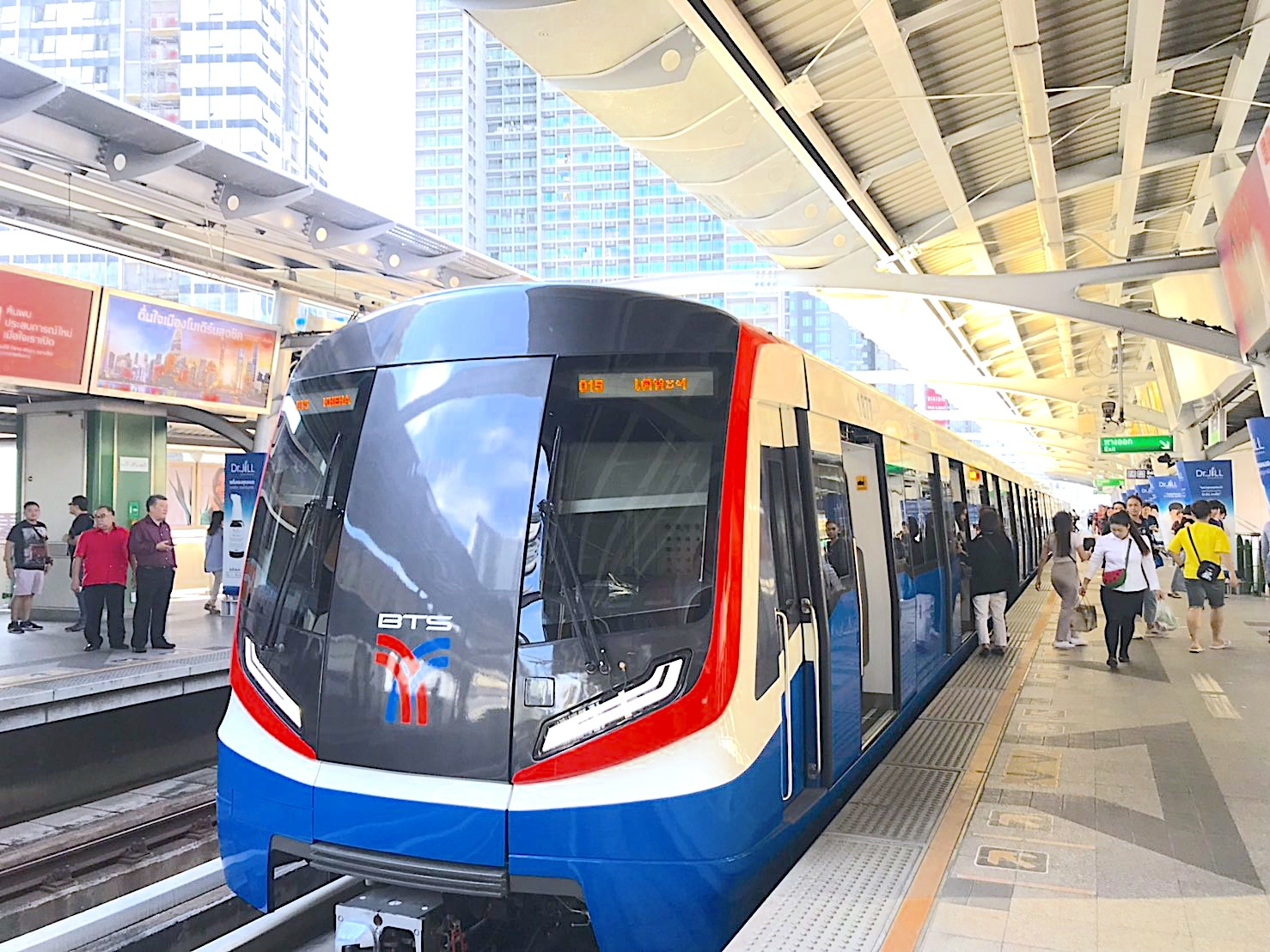
EMU-B3型

4両編成（Mc,T,T,Mc）×24本 = 96両
2019年、スクムウィット線延伸に伴い長春軌道客車により製造された。

### ゴールドライン

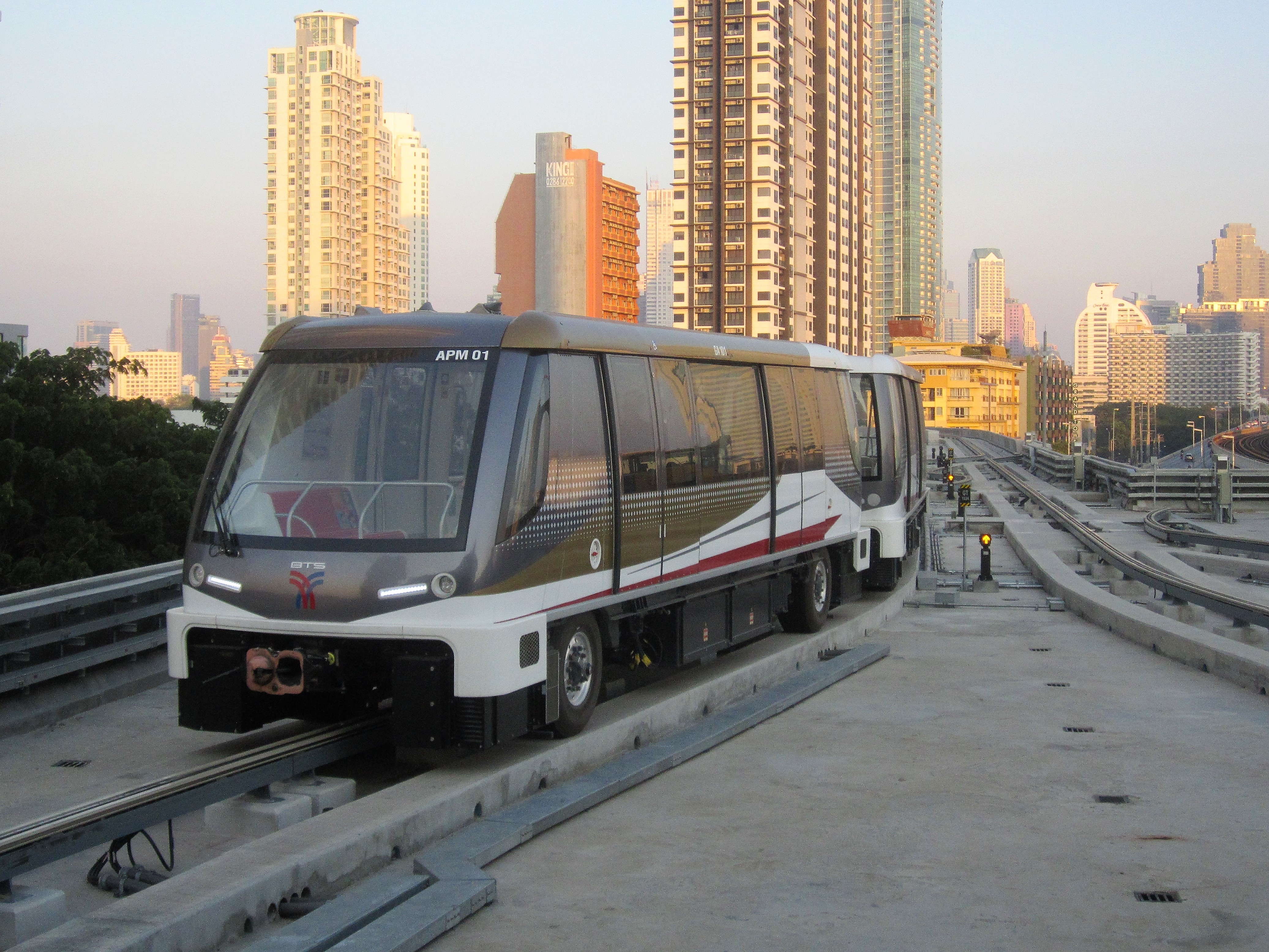
Innovia APM

ボンバルディアのInnovia APM 300が採用されている。車両は、中車浦鎮がライセンス生産をした。
2両編成 × 3本 = 6両
定員(1両): 138人
最高時速 : 80 km/h

## ルート
路線は、鉄輪式のスクムウィット（スクムヴィット）線とシーロム線、ゴムタイヤ式のゴールドラインとに分かれる。スクムウィット線とシーロム線とはサイアム駅（CEN）にて相互に乗り換えが可能である。
車両基地は、鉄輪式ではスクムウィット線のケーハ駅より1 kmほど先の線路末端部から分岐した南側、モーチット駅の東側、クーコット駅の南東側の、計3か所に設けられている。シーロム線内には車両基地がないためサイアム駅に連絡線が設けられており、シーロム線の車両の入出庫はこの連絡線を介して行われている。なお、通常のダイヤでは両線が互いに乗り入れることはないが、輸送障害が発生した際には突発的にこの連絡線を介して乗り入れることがある。

## ホームドアの設置
2014年夏より、バンコク・スカイトレインの9駅（サイアム駅、アヌサーワリーチャイサモーラプーム駅、パヤタイ駅、チットロム駅、アソーク駅、プロンポン駅、オンヌット駅、サラデーン駅、チョーンノンシー駅）にホームドアが設置されたあと、2017年以降の新規開業区間であるスクムウィット線サムロン駅 - ケーハ駅、ハーイェーク・ラプラオ駅の各駅にも設置され運用されている。ゴールドラインの全ての駅に設置されている。将来的には、全駅での設置を目指している。

## ダイヤ
平日ダイヤ、土曜・日曜・祝日ダイヤがそれぞれ定められており、各線ごとに曜日・時間帯により運行間隔が異なる。平日ラッシュ時の最短間隔はスクムウィット線が2分40秒・シーロム線が3分45秒であり、早朝・深夜は各線とも8分間隔で運行される。なお、駅には具体的な発車時刻は掲示されておらず、ホーム上に掲示されている「●●線の●曜日の●時〜●時の時間帯は●分間隔での運行です」という表記が参考になる程度である。BTSもウェブサイトでも、初電・終電と各線の曜日・時間帯ごとの運行間隔が掲載されている（2019年8月18日時点の時刻表・運行間隔 (PDF) ）。
- スクムウィット線では、平日ダイヤの朝ラッシュ時と夕方〜夜間において、モーチット - サムロン駅間の区間運転列車もある。また、モーチット - ケーハ駅間の終電はやや早いため注意が必要（スクムウィット線の最終はサムロン駅止まり）。

かつては土曜ダイヤがあったが、現在では土曜は日曜・祝日ダイヤに統合されている。また、運行時間は、開業時よりしばらくは全線06：00より01：00前までであったが2014年3月1日より、スクムウィット線は05：15より01：00前までで、シーロム線は05：30より01：00前（ともに終電の終点駅到着時）までに変更された。

## 乗車券の種類と使用期限（2015年7月1日現在）
- 普通乗車券：距離によって16Bから52Bまで
- ラビット・カード : 乗車運賃の割引がある。
- スカイパス：100B 手数料30B デポジット30B （チャージ可能なIC型乗車券、最初に使用してから5年間有効。2年間使わなかった場合はチャージされていた金額が0Bになる。2012年5月、ラビット・カードの発行と同時に新規発行を停止）。
- 50回乗車券：1,250B（30日以内に50回距離に関係なく乗車できる）
- 40回乗車券：1,040B（30日以内に40回距離に関係なく乗車できる）
- 25回乗車券：725B（30日以内に25回距離に関係なく乗車できる）
- 15回乗車券：450B（30日以内に15回距離に関係なく乗車できる）
- 1日乗車券：140B（1日何回でも利用できる）

購入はBTS各駅か、1日乗車券であれば、アジアホテル（Asia Hotel 、ラーチャテーウィー駅に通じている）Marriott Resort and Spaで購入できる。

## 延伸計画
スクムウィット線
当該記事参照
シーロム線
当該記事参照
ゴールドライン
当該記事参照